# هم‌ایستایی (زمین‌شناسی)
هم‌ایستایی یا ایزوستازی (به انگلیسی: Isostasy) (از دو واژه یونانی: ísos "برابر"، στάσις "ایستایی") که تعادل هم‌ایستا (isostatic equilibrium) یا اصل ترازایستایی نیز نامیده می‌شود، اصطلاحی است در زمین‌شناسی که برای توضیح حالت تعادل گرانشی بین لیتوسفر و آستنوسفر زمین استفاده می‌شود و بر اساس آن صفحات تکتونیکی در ارتفاعی که به ضخامت و تراکم آن‌ها بستگی دارد شناور هستند. این اصل توضیح می‌دهد که چگونه ارتفاع‌های مختلف توپوگرافی می‌توانند در سطح کره زمین وجود داشته باشند. هنگامی که یک منطقه خاصی از لیتوسفر به سطح هم‌ایستایی می‌رسد، گفته می‌شود در تعادل هم‌ایستا قرار دارد. به‌طور کلی، زمین یک سیستم پویا است که همواره در حال پاسخ دادن به فشارهای وارد آمده از جهت‌های مختلف می‌باشد، هم‌ایستایی دید کلی از فرایندی که در پوسته زمین در جریان است فراهم می‌کند. با این حال، وجود برخی از مناطق (مانند هیمالیا) که در تعادل هم‌ایستا نیستند، پژوهشگران را وادار کرده است به دنبال شناسایی دلایل دیگری باشند که بتواند ارتفاع آن‌ها را توضیح دهد. (در مورد هیمالیا، پیشنهاد شده است که افزایش ارتفاع به علت فرورانش صفحه هند می‌باشد)
به عنوان ساده‌ترین مثال از ایزوستازی می‌توان به قانون ارشمیدس اشاره نمود. در مقیاس زمین‌شناسی فرایند ایزوستازی باعث می‌شود که سطح سخت لیتوسفر به لایه نرم آستنوسفر فشاری وارد کند که طی زمان‌های زمین‌شناسی با تغییر در ارتفاع جایگزین می‌شود.
اصطلاح ایزوستازی در سال ۱۸۸۲ توسط کلارنس داتن زمین‌شناس آمریکایی ابداع شد.

## مدل هم‌ایستایی

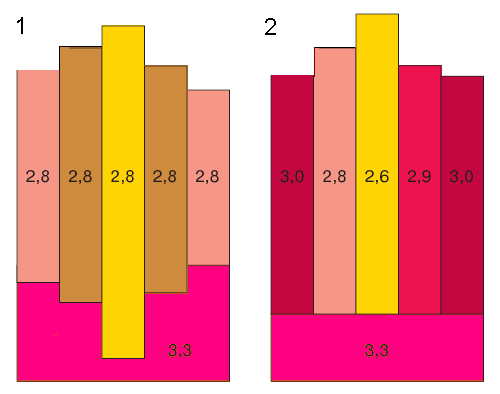
مدل ایری (چپ) و پرات (راست)

سه مدل اصلی هم‌ایستایی وجود دارند:
- مدل ایری-هیسکانن

-- تغییر در ضخامت پوسته جایگزین ارتفاع‌های متفاوت توپوگرافی می‌شوند.
- مدل پرات- هایفورد

-- تغییر در چگالی سنگ‌های پوسته جایگزین ارتفاع‌های متفاوت توپوگرافی می‌شوند.
- مدل ونینگ مینز با مدل خمشی

-- که در آن لیتوسفر به عنوان یک صفحه الاستیک عمل کرده که استحکام ذاتی آن با خم شدن، فشارهای محلی را در یک منطقه گسترده توپوگرافی توزیع می‌کند. (مثلاً جزایر هاوایی)

## آثار هم‌ایستایی رسوب و فرسایش
هنگامی که مقدار زیادی از رسوب در یک منطقه انباشته شود، وزن زیاد ناشی از رسوب جدید ممکن است باعث پایین رفتن پوسته زیر آن شود. به همین ترتیب، هنگامی که مقادیر زیادی از مواد با فرسایش از منطقه جدا می‌شود، ممکن است ارتفاع زمین برای جبران آن افزایش یابد؛ بنابراین، با فرسایش کوه‌ها، سنگ‌های زیرین آن بالا می‌آیند. برخی از لایه‌های سنگی که در حال حاضر در سطح زمین قابل دیدن هستند، احتمالاً در زمان‌های دور در اعماق زمین مدفون بوده‌اند.
به عنوان مثالی ساده از آنچه بیان شد، می‌توان به کوه‌های یخ اشاره نمود. همان‌طور که می‌دانید نسبت ثابتی از حجم کوه یخ در زیر آب قرار دارد. با افزایش میزان یخ در بالا، کوه یخ بیشتر در آب فرومی‌رود. برعکس، اگر بخشی از یخ را از بالای آن جدا کنیم، یخ باقی‌مانده در سطح آب بالا می‌آید.